# Llac de Matamala
El Llac de Matamala és un embassament artificial (pantà) i no un llac natural. La major part és dins de Matamala (comuna del Capcir), a la Catalunya del Nord.

Està situat a 1.541 metres d'altitud sobre el nivell del mar, té una superfície de 2,23 km² i una profunditat màxima de 37 m. La resclosa, tota dins del terme de Matamala, té 984 metres de longitud, i una alçada màxima també de 37 metres.

## Història

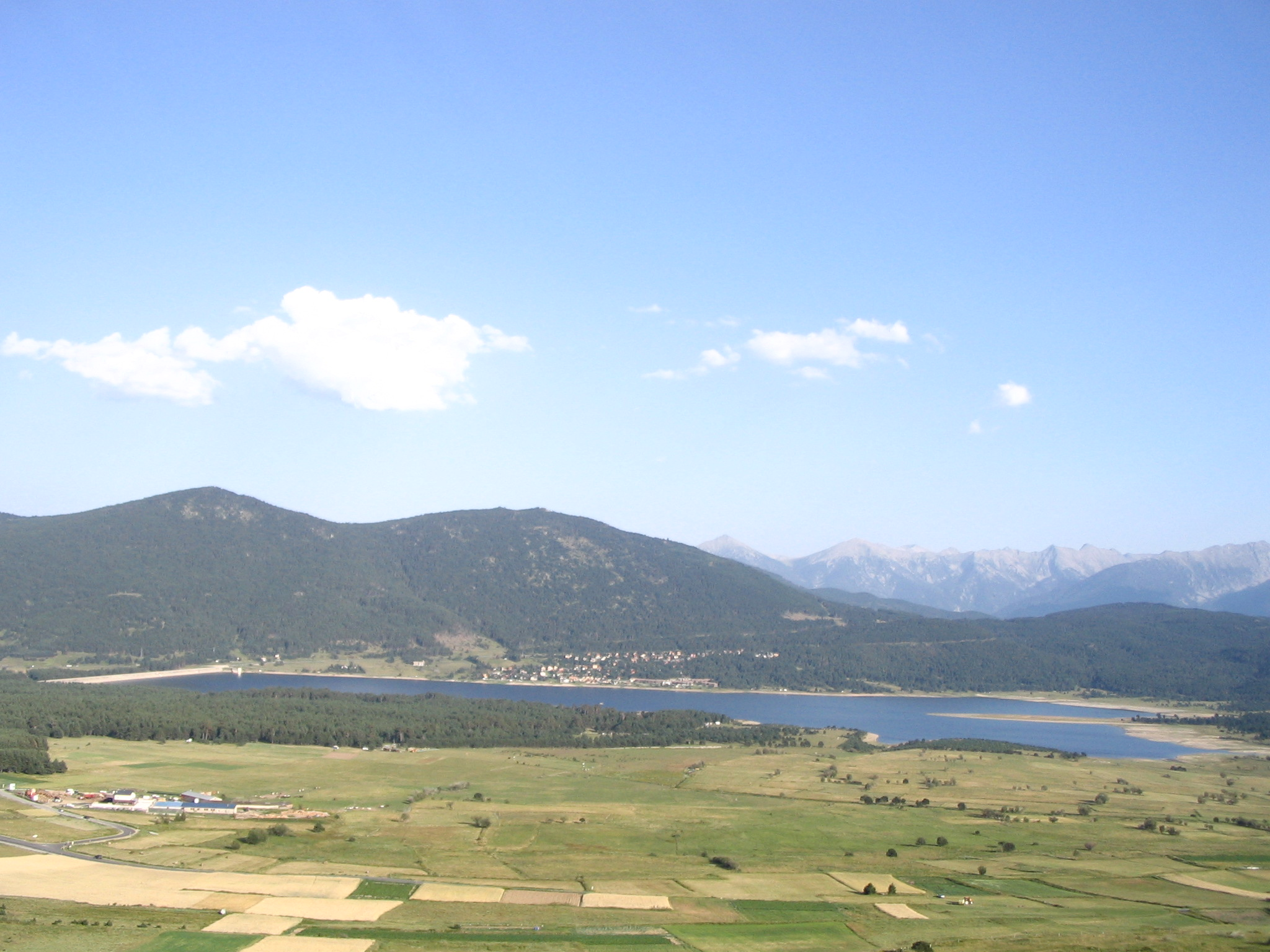
El llac, des de ponent

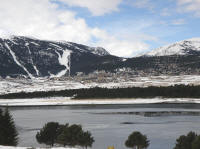
El llac, a l'hivern

Fou construït entre els anys 1957-1961 i cobreix unes 200 hectàrees del terme municipal de Matamala i unes 75 del dels Angles.
Recull les aigües de la capçalera del riu Aude i constitueix una reserva d'aigua utilitzada per les centrals elèctriques de riu avall, com les de lo Carcanet, Escolobre i Nentilhà.

## Accés

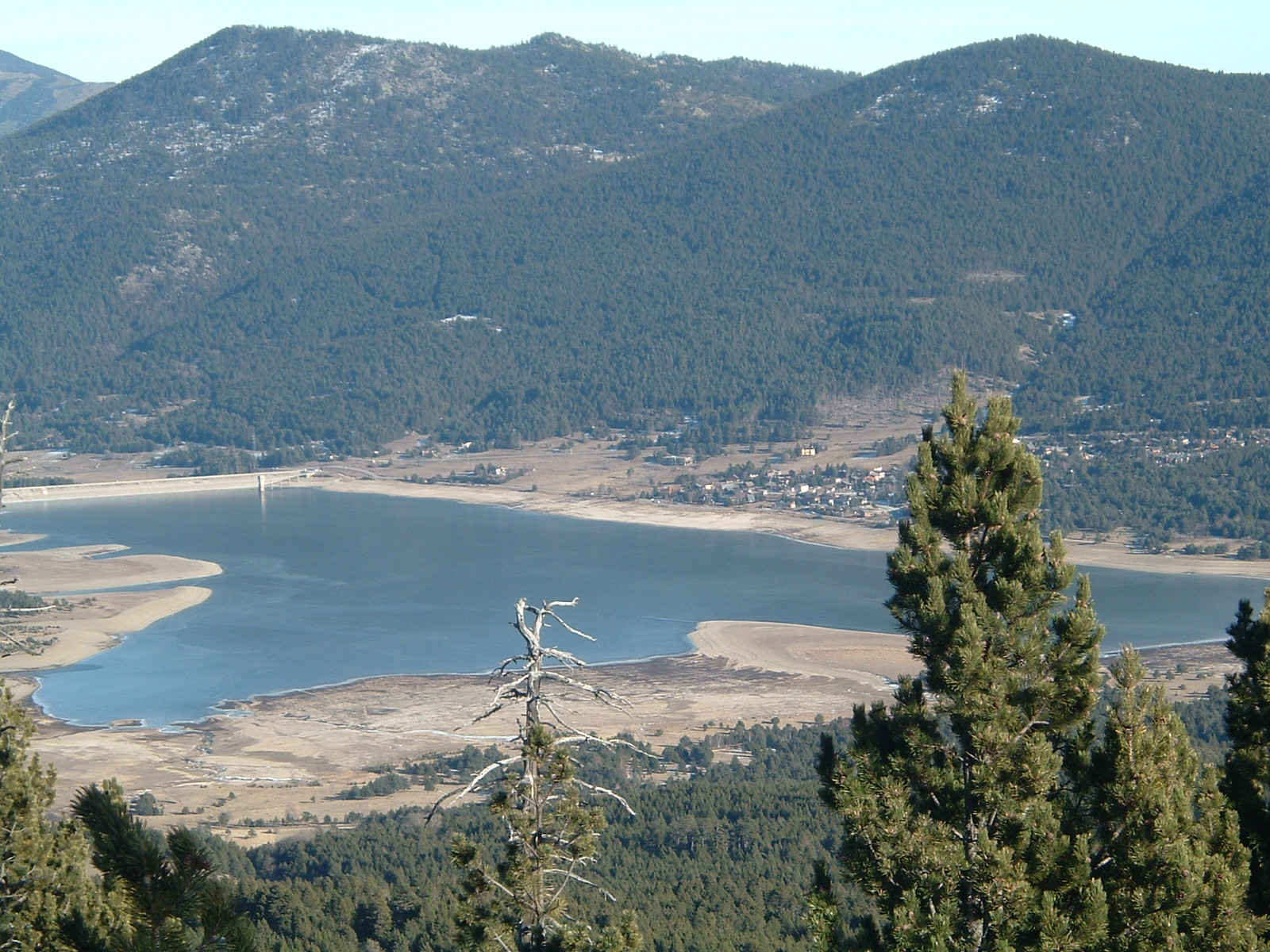
El llac des del sud

L'accés és fàcil tant en vehicles de motor com en bicicleta o caminant. Des del poble dels Angles, s'hi arriba pel camí de les Fontanelles o per l'avinguda de l'Aude. Hi ha servei d'autobús gratuït durant la temporada d'estiu.
Des del poble de Matamala, s'hi arriba per la D - 118, que ressegueix tot el marge est, que pertany a Matamala, i dona accés a un camí que voreja el llac. Espectaculars vistes del poble dels Angles.

## Fauna
Atès que es tracta d'un embassament artificial i que resta completament gelat durant l'hivern, la fauna aquàtica no és gaire abundant ni diversa. Només les truites (Salmo sp.) viuen tot l'any al llac. Durant la migració primaveral és quan hi ha més probabilitats d'observar ocells aquàtics en migració, com per exemple les aus limícoles. Altres espècies d'ocells que es poden observar comunament són: el gavià argentat de potes grogues (Larus michahellis), l'ànec collverd (Anas platyrhynchos), el corb marí gros (Phalacrocorax carbo), el bernat pescaire (Ardea cinerea), etc. entre els mamífers, el cérvol (Cervus elaphus) sovinteja els marges del llac.

## Vegetació
La vegetació de zones humides és difícil que es desenvolupi, atès que el nivell de l'aigua és molt irregular pel fet de ser un pantà. El tipus de vegetació que es pot trobar als seus voltants correspon a prats de muntanya i masses forestals de pi negre (Pinus uncinata).

## Activitats esportives i lúdiques
A l'estiu, en el marge que dona als Angles, està en funcionament la Base Nàutica de l'Ourson, on ofereixen, a part de servei de restauració, diverses activitats com vela, surf, patins d'aigua... També s'hi realitza la prova de natació de la Triatló, durant el mes de setembre. A l'hivern, el llac està glaçat, però s'hi practica immersió en el gel.
Als voltants de la base nàutica es pot gaudir de passejades a cavall, itineraris i lloguer de BTT, itinerari esportiu, tirolines... i per a qui vulgui més tranquil·litat, d'una zona de pícnic amb graelles.
Al nord-oest del llac, dins del terme de Matamala, hi ha el Càmping del Llac, obert tot l'any.